# Парламентские выборы в Сан-Марино (1998)
Парламентские выборы в Сан-Марино прошли 31 мая 1998 года.
Христианско-демократическая партия осталась крупнейшей партией парламента, получив 25 из 60 мест. Явка составила 75 %.

## Результаты
| Партия                                                 | Голоса | %    | Мест | +/-   |
| ------------------------------------------------------ | ------ | ---- | ---- | ----- |
| Сан-Маринская христианско-демократическая партия       | 8 907  | 40,9 | 25   | -1    |
| Сан-Маринская социалистическая партия                  | 5 064  | 23,2 | 14   | 0     |
| Сан-Маринская демократическая прогрессивная партия     | 4 065  | 18,6 | 11   | 0     |
| Народный альянс сан-маринских демократов за республику | 2 139  | 9,8  | 6    | +2    |
| Социалисты за реформу                                  | 914    | 4,2  | 2    | новая |
| Коммунистическое возрождение Сан-Марино                | 714    | 3,3  | 2    | 0     |
| Недействительных/пустых бюллетеней                     | 870    | -    | -    | -     |
| Всего                                                  | 22 673 | 100  | 60   | 0     |
| Зарегистрированных избирателей/ Явка                   | 30 117 | 75,3 | -    | -     |
| Источник: Nohlen & Stöver                              |        |      |      |       |